# Alberto J. Safra
Alberto Joseph Safra (São Paulo, 20 de dezembro de 1979) é um empresário brasileiro com uma longa trajetória no setor financeiro e fundador da instituição financeira ASA.
Membro da família Safra, Alberto herda um legado de gerações no mercado financeiro global. A história da família no setor financeiro começou no século XIX, quando seus antepassados atuaram no comércio de ouro e moedas no Oriente Médio, expandindo, ao longo dos anos, para o setor bancário e de investimentos.
Seu pai, Joseph Safra (1938–2020), foi responsável por ampliar e consolidar esse legado, transformando a família em uma referência global no setor financeiro, enquanto sua mãe, Vicky Safra (nascida Sarfaty), desempenhou um papel importante no apoio às iniciativas familiares e filantrópicas.
Casado com Maggy Candi Safra, Alberto é pai de cinco filhos, e a continuidade desse legado familiar é uma prioridade central em sua vida pessoal e profissional.

## Formação e trajetória profissional
Formado pela Wharton School da Universidade da Pensilvânia, Alberto iniciou sua carreira no Grupo Safra aos 24 anos. Ele fundou o Banco J. Safra, que posteriormente foi incorporado ao Banco Safra, e assumiu o banco comercial no Brasil. Reconhecido por sua habilidade em identificar riscos e gerenciar crises com agilidade, Alberto consolidou uma reputação de rigor no controle de crédito e operações financeiras.
Em 2019, Alberto decidiu seguir um novo caminho e deixou suas funções no Banco Safra para se dedicar à criação do ASA. Fundado em 2020, o ASA começou como uma gestora de fundos de investimento e, em poucos anos, expandiu suas operações através de aquisições e uma transformação constante.
Em 2024, o ASA consolidou-se como uma instituição financeira completa, com atuação nos segmentos de Asset Management, Wealth Management, Private Banking, Corporate Banking e varejo. No mesmo ano, Alberto e sua família chegaram a um acordo amigável que definiu novos caminhos empresariais para todos. Com esse desfecho, Alberto pôde dedicar-se integralmente ao ASA, focando em consolidar sua visão de futuro para a empresa.

Além de sua atuação no setor financeiro, Alberto está envolvido em iniciativas filantrópicas, apoiando projetos nas áreas de educação, saúde e cultura, mantendo o legado de responsabilidade social da família.